# 3 000 mètres steeple masculin aux championnats du monde d'athlétisme 2013
Navigation
Daegu 2011 Pékin 2015
L'épreuve du 3 000 mètres steeple masculin des championnats du monde de 2013 s'est déroulée les 12 et 15 août 2013 dans le Stade Loujniki, le stade olympique de Moscou, en Russie. Elle est remportée par le Kényan Ezekiel Kemboi.

## Records et performances

### Records
Les records du 3 000 m steeple hommes (mondial, des championnats et par continent) étaient avant les championnats 2013 les suivants.
| Records                   | Athlète                     | Pays             | Temps         | Lieu              | Date             |
| ------------------------- | --------------------------- | ---------------- | ------------- | ----------------- | ---------------- |
| Record du monde           | Saif Saaeed Shaheen         | Qatar            | 7 min 53 s 63 | Bruxelles         | 3 septembre 2004 |
| Record des championnats   | Ezekiel Kemboi              | Kenya            | 8 min 00 s 43 | Berlin            | 18 août 2009     |
| Record d'Afrique          | Brahim Boulami              | Maroc            | 7 min 55 s 28 | Bruxelles         | 24 août 2001     |
| Record d'Asie             | Saif Saaeed Shaheen         | Qatar            | 7 min 53 s 63 | Bruxelles         | 3 septembre 2004 |
| Record d'Amérique du Nord | Evan Jager                  | États-Unis       | 8 min 06 s 81 | Monaco            | 20 juillet 2012  |
| Record d'Amérique du Sud  | Wander do Prado Moura       | Brésil           | 8 min 14 s 41 | Mar del Plata     | 22 mars 1995     |
| Record d'Europe           | Mahiedine Mekhissi-Benabbad | France           | 8 min 00 s 09 | Paris Saint-Denis | 6 juillet 2013   |
| Record d'Océanie          | Peter Renner                | Nouvelle-Zélande | 8 min 14 s 05 | Coblence          | 29 août 1984     |

### Meilleures performances de l'année 2013
Les dix coureurs les plus rapides de l'année sont, avant les championnats (au 27 juillet 2013), les suivants.
| Rang | Athlète                     | Pays       | Temps         | Lieu              | Date           |
| ---- | --------------------------- | ---------- | ------------- | ----------------- | -------------- |
| 1    | Ezekiel Kemboi              | Kenya      | 7 min 59 s 03 | Paris Saint-Denis | 6 juillet 2013 |
| 2    | Mahiedine Mekhissi-Benabbad | France     | 8 min 00 s 09 | Paris Saint-Denis | 6 juillet 2013 |
| 3    | Conseslus Kipruto           | Kenya      | 8 min 01 s 16 | Shanghai          | 18 mai 2013    |
| 4    | Paul Kipsiele Koech         | Kenya      | 8 min 02 s 63 | Shanghai          | 18 mai 2013    |
| 5    | Hillary Kipsang Yego        | Kenya      | 8 min 03 s 57 | Shanghai          | 18 mai 2013    |
| 6    | Evan Jager                  | États-Unis | 8 min 08 s 60 | Eugene, Orégon    | 1er juin 2013  |
| 7    | Abel Kiprop Mutai           | Kenya      | 8 min 08 s 83 | Shanghai          | 18 mai 2013    |
| 8    | Gilbert Kiplangat Kirui     | Kenya      | 8 min 09 s 50 | Shanghai          | 18 mai 2013    |
| 9    | Jairus Kipchoge Birech      | Kenya      | 8 min 10 s 27 | Shanghai          | 18 mai 2013    |
| 10   | Roba Gari                   | Éthiopie   | 8 min 12 s 22 | Paris Saint-Denis | 6 juillet 2013 |

## Critères de qualification
Pour se qualifier pour les Championnats (minima A), il fallait avoir réalisé moins de 8 min 26 s 00 le 1er octobre 2012 et le 29 juillet 2013. Le minima B est de 8 min 32 s 00
.

## Résultats

### Finale
| Rang               | Athlète             | Temps         |
| ------------------ | ------------------- | ------------- |
| Médaille d'or      | Ezekiel Kemboi      | 8 min 06 s 01 |
| Médaille d'argent  | Conseslus Kipruto   | 8 min 06 s 37 |
| Médaille de bronze | Mahiedine Mekhissi  | 8 min 07 s 86 |
| 4                  | Paul Kipsiele Koech | 8 min 08 s 62 |
| 5                  | Evan Jager          | 8 min 08 s 67 |
| 6                  | Matthew Hughes      | 8 min 11 s 64 |
| 7                  | Abel Kiprop Mutai   | 8 min 17 s 04 |
| 8                  | Yoann Kowal         | 8 min 17 s 41 |
| 9                  | Hamid Ezzine        | 8 min 19 s 53 |
| 10                 | Ion Luchianov       | 8 min 19 s 99 |
| 11                 | Ángel Mullera       | 8 min 20 s 93 |
| 12                 | Jacob Araptany      | 8 min 25 s 86 |
| 13                 | Alex Genest         | 8 min 27 s 01 |
| 14                 | Benjamin Kiplagat   | 8 min 31 s 09 |
| —                  | Noureddine Smaïl    | DNF           |

### Séries
Les trois premiers athlètes de chaque course (Q) ainsi que les six meilleurs temps (q) sont qualifiés pour la finale.
| Rang | Athlète                     | Temps         | Note  |
| ---- | --------------------------- | ------------- | ----- |
| 1    | Mahiedine Mekhissi-Benabbad | 8 min 15 s 43 | Q     |
| 2    | Matthew Hughes              | 8 min 16 s 93 | Q, PB |
| 3    | Abel Kiprop Mutai           | 8 min 19 s 15 | Q     |
| 4    | Ángel Mullera               | 8 min 19 s 26 | q, SB |
| 5    | Ion Luchianov               | 8 min 19 s 64 | q, SB |
| 6    | Benjamin Kiplagat           | 8 min 21 s 14 | q     |
| 7    | Abdelmadjed Touil           | 8 min 25 s 89 |       |
| 8    | Ilgizar Safiullin           | 8 min 28 s 65 | PB    |
| 9    | Vadym Slobodenyuk           | 8 min 33 s 60 |       |
| 10   | Tareq Mubarak Taher         | 8 min 34 s 32 | SB    |
| 11   | Mateusz Demczyszak          | 8 min 34 s 60 |       |
| 12   | Jaouad Chemlal              | 8 min 36 s 29 |       |
| 13   | Daniel Huling               | 8 min 37 s 80 |       |
| —    | Yuri Floriani               |               | DSQ   |

| Rang | Athlète            | Temps         | Note |
| ---- | ------------------ | ------------- | ---- |
| 1    | Evan Jager         | 8 min 23 s 76 | Q    |
| 2    | Ezekiel Kemboi     | 8 min 23 s 84 | Q    |
| 3    | Noureddine Smaïl   | 8 min 24 s 05 | Q    |
| 4    | Jacob Araptany     | 8 min 24 s 53 | q    |
| 5    | Alex Genest        | 8 min 24 s 56 | q    |
| 6    | José Peña          | 8 min 24 s 88 |      |
| 7    | Steffen Uliczka    | 8 min 28 s 32 |      |
| 8    | Roberto Alaiz      | 8 min 33 s 32 |      |
| 9    | James Wilkinson    | 8 min 35 s 07 |      |
| 10   | Roba Gari          | 8 min 45 s 06 |      |
| —    | Jamel Chatbi       |               | DSQ  |
| —    | Abdelhamid Zerrifi |               | DSQ  |
| —    | Mohammed Boulama   |               | DNF  |

| \| Rang \| Athlète \| Temps \| Note \| \| ---- \| ------------------- \| ------------- \| ---- \| \| 1 \| Conseslus Kipruto \| 8 min 22 s 31 \| Q \| \| 2 \| Paul Kipsiele Koech \| 8 min 22 s 88 \| Q \| \| 3 \| Yoann Kowal \| 8 min 23 s 74 \| Q \| \| 4 \| Hamid Ezzine \| 8 min 24 s 35 \| q \| \| 5 \| De'Sean Turner \| 8 min 28 s 44 \| \| \| 6 \| Hicham Bouchicha \| 8 min 28 s 56 \| \| \| 7 \| Habtamu Fayisa \| 8 min 29 s 08 \| \| \| 8 \| Chris Winter \| 8 min 29 s 36 \| \| \| 9 \| Mitko Tsenov \| 8 min 32 s 49 \| \| \| 10 \| Sebastián Martos \| 8 min 32 s 63 \| \| \| 11 \| Tarik Langat Akdag \| 8 min 34 s 97 \| \| \| 12 \| Patrick Nasti \| 8 min 36 s 42 \| \| \| — \| Krystian Zalewski \| \| DSQ \| \| — \| Timothy Toroitich \| \| DNS \| |                     |               |      |
| Rang | Athlète             | Temps         | Note |
| 1 | Conseslus Kipruto   | 8 min 22 s 31 | Q    |
| 2 | Paul Kipsiele Koech | 8 min 22 s 88 | Q    |
| 3 | Yoann Kowal         | 8 min 23 s 74 | Q    |
| 4 | Hamid Ezzine        | 8 min 24 s 35 | q    |
| 5 | De'Sean Turner      | 8 min 28 s 44 |      |
| 6 | Hicham Bouchicha    | 8 min 28 s 56 |      |
| 7 | Habtamu Fayisa      | 8 min 29 s 08 |      |
| 8 | Chris Winter        | 8 min 29 s 36 |      |
| 9 | Mitko Tsenov        | 8 min 32 s 49 |      |
| 10 | Sebastián Martos    | 8 min 32 s 63 |      |
| 11 | Tarik Langat Akdag  | 8 min 34 s 97 |      |
| 12 | Patrick Nasti       | 8 min 36 s 42 |      |
| — | Krystian Zalewski   |               | DSQ  |
| — | Timothy Toroitich   |               | DNS  |

## Légende
Records et Performances
- AR : Record continental (area record)
- CR : Record des championnats (championship record)
- MR : Record du meeting (meet record)
- NR : Record national (national record)
- OR : Record olympique (olympic record)
- PR : Record paralympique (paralympic record)
- PB : Record personnel (personal best)
- SB : Meilleure performance personnelle de la saison (season's best)
- WL : Meilleure performance mondiale de l'année (world leader)
- WJR : Record du monde junior (world junior record)
- WR : Record du monde (world record)

Circonstances et Conditions
- DNF : N'a pas terminé (did not finish)
- DNS : N'a pas pris le départ (did not start)
- DQ : Disqualification (disqualification)
- NM : Aucun essai valable enregistré (No Mark)
- Q : Qualifié « directement » au prochain tour (ou à la prochaine compétition), lors d'une compétition majeure, grâce au classement ou à la réalisation des minima (automatic qualifier)
- q : Qualifié au prochain tour (ou à la prochaine compétition), lors d'une compétition majeure, grâce au repêchage ou à la réalisation de l'une des meilleures performances parmi celles des « non qualifiés directement » (grâce au meilleur temps ou à la meilleure distance par exemple) (secondary qualifier)